# 高岡市立高陵中学校
高岡市立高陵中学校（たかおかしりつ こうりょうちゅうがっこう）は、富山県高岡市にある市立中学校。

## 沿革
- 1947年（昭和22年）4月 - 高岡市立高岡東部中学校として創設。（定塚小学校に1年、平米小学校に2・3年生。翌年は高岡中部高校に1年、定塚小学校に2年、平米小学校に3年生）
- 1948年（昭和23年）9月 - 全学年、旧高岡東部女子高校（現芳野中学校）校舎へ。芳野中学校と同居する。
- 1949年（昭和24年）4月 - 定塚小学校に2・3年、高岡中部高校に1年生。
- 1950年（昭和25年）10月 - 校舎第1期工事起工式。
- 1951年（昭和26年）4月 - 定塚小学校に1・3年、高岡中部高校に2年生。
- 1951年（昭和26年）5月 - 2年生新校舎へ。
- 1951年（昭和26年）6月 - 校舎落成式（6月8日・この日を創校記念日とする）。校名を高岡市立高陵中学校に改称。
- 1952年（昭和27年）6月 - 第1理科室・準備室竣工。
- 1953年（昭和28年）6月 - 事務室、校長室、職員室竣工。
- 1956年（昭和31年）9月 - 柔道場完成。
- 1957年（昭和32年）11月 - 家庭科室（調理室、被服室、準備室、普通教室）完成。
- 1957年（昭和32年）12月 - 運動場1,000坪に拡張工事完成。
- 1961年（昭和36年）12月 - 図書館、同窓会館竣工。
- 1969年（昭和44年）6月 - プール竣工。
- 1972年（昭和47年）7月 - 同窓会25周年記念事業・運動部室棟（18室）寄贈。
- 1981年（昭和56年）8月 - 旧校舎一部解体。
- 1982年（昭和57年）3月 - 新校舎第1期工事・16教室竣工。
- 1982年（昭和57年）4月 - 旧校舎解体。
- 1982年（昭和57年）11月 - 新校舎12教室、管理棟竣工。
- 1986年（昭和61年）3月 - 特別教室棟竣工。
- 1987年（昭和62年）3月 - 新体育館竣工。
- 1991年（平成3年）3月 - 給食配膳室完成。翌4月より学校給食開始。
- 1993年（平成5年）4月 - グラウンド改修工事完工、高陵資料館開設。
- 1994年（平成6年） - 法務省、全国人権擁護委員連合会、及び人権擁護委員中部連盟・人権モデル地区推進協力校指定。
- 2012年（平成24年）6月 - 2代目「校旗」の新調。
- 2016年（平成28年）2月 - 校舎耐震工事完了。
- 2019年（平成31年）3月 - 普通教室空調工事竣工。

## 周辺
- 高岡市立高陵小学校

## 著名な卒業生
- 角間貴生（芸術家）
- 堀正文（ヴァイオリン奏者）
- 須藤晃（音楽プロデューサー）
- まつもと泉（漫画家）
- アレマー玉井（マジシャン）
- 伊藤源太（NHKアナウンサー）
- 宗玄浩（フォトグラファー、ライター）